# Gorzyczek zielonkawy
Gorzyczek zielonkawy (Lepidothrix vilasboasi) – gatunek małego ptaka z rodziny gorzykowatych (Pipridae). Występuje endemicznie w Brazylii. Nie jest zagrożony. Słabo poznany. Badania Barrery-Guzmána i współpracowników (2018) wskazują, że gatunek ten powstał w wyniku hybrydyzacji gorzyczka białorzytnego (Lepidothrix nattereri) i gorzyczka srebrnogłowego (Lepidothrix iris).

## Taksonomia
Gatunek opisał po raz pierwszy Helmut Sick w roku 1959 na łamach „Journal für Ornithologie”. Przydzielił mu nazwę Pipra vilasboasi; obecnie gatunek przynależy do Lepidothrix. Holotyp pochodził z okolic źródła Rio Cururu (albo Cururu-ri). Z tego samego siedliska pochodzą samica i młody samiec opisane jako osobny gatunek – Pipra obscura. Najprawdopodobniej reprezentują ten sam gatunek. Nie wyróżnia się podgatunków.

## Morfologia
Długość ciała to około 8,5 cm. Pozostałe wymiary dla okazów z Museu Nacional Rio de Janeiro i jednego żywego ptaka (dla samców n=2, dla samic n=1): skrzydło u samca 52–55 mm, u samicy 52 mm; ogon u samca 27–32 mm, u samicy 30 mm; dziób u samca 10,06–10,04 mm, u samicy 11,27 mm; skok u samca 13,66–14,72 mm, u samicy 13,68 mm. Masa ciała dla pięciu osobników: 6–8 g.
Wyraźny dymorfizm płciowy. Wierzch głowy i kark samca pokrywają połyskliwe, złotozielone pióra. Na grzbiecie kolor ciemnieje i przechodzi w żółtozielony, by na kuprze i pokrywach nadogonowych stać się żółtawym. Sterówki przyjmują barwę matowozieloną. Czarnobrązowe lotki na chorągiewkach zewnętrznych przybierają barwę zielonkawą, a na obrzeżach chorągiewek zewnętrznych kremową. Zarówno pokrywy uszne, broda, gardło jak i pierś matowozielone, dalej w tył ciała upierzenie żółcieje. U samicy, którą najprawdopodobniej jest ta przypisana do P. obscura, cały grzbiet pokrywają pióra matowozielone, a lotki i sterówki przybierają barwę czarnobrązową. U samca tęczówki jasnoszare lub niemal białe. Dziób czarny z białawą końcówką i niebieskoszarą żuchwą. Nogi i stopy żółtobrązowe. U samicy tęczówka żółtobrązowa, dziób i nogi jak u samca.

## Zasięg występowania
Występuje endemicznie na małym obszarze w brazylijskim stanie Pará, zasięg występowania obejmuje około 88 400 km². Zamieszkuje wilgotne, nadbrzeżne lasy typu terra firme. W jednym z siedlisk, znanym jako Consorcio Jamanxim, w środowisku zamieszkiwanym przez gorzynka zielonkawego występują głównie drzewa z rodziny wilczomleczowatych, czaszniowatych, osoczynowatych i sączyńcowatych. Wykazuje allopatryczność wobec najbardziej zbliżonych zasięgiem i morfologią, gatunków – gorzyczka srebrnogłowego (L. iris) i białorzytnego (L. nattereri).

## Zachowanie
Głos wydawany przez samca, by przywabić samicę, opisany jako tak-ewt, podobny do tego, jakim odzywa się gorzyczek srebrnogłowy i gorzyczek białorzytny. Nagrana pieśń niemal identyczna jak u gorzyczka srebrnogłowego; stanowi serię najwyżej dziesięciu dość zgrzytliwych dźwięków, brzmiących jak wydawane przez żaby. Snow w 2004 wspomniał „terkoczące prreee, niekiedy wydawane w seriach”; prawdopodobnie chodziło mu właśnie o pieśń.
Gorzyczek zielonkawy żywi się drobnymi owocami i owadami. Olmos i Pacheco odłowili ptaka, który właśnie żerował w stadzie mieszanym, w którym znajdował się także strojnogłowik amazoński (Arremon taciturnus), liściak rudosterny (Automolus paraensis) i czarnoliczek białobrzuchy (Myrmoborus myotherinus). Samce w trakcie popisów siedzą same, jednak w zasięgu słuchu potencjalnych rywali. Poza tym całkowity brak danych.

### Lęgi
Trzy samce zebrane w czerwcu, po odkryciu gatunku, były w kondycji lęgowej. 21 czerwca Sick odkrył gniazdo, do którego uczęszczała samica Pipra obscura (w wielu ujęciach tożsamego z gorzyczkiem zielonkawym). Zawierało dwa jaja. Zbudowane zostało około 1 m nad ziemią, w rozwidleniu gałęzi drzewa wysokiego na około 160 cm i przytwierdzone do niego pajęczynami.

## Status i zagrożenia
Przez IUCN od 2021 roku gorzyczek zielonkawy uznawany jest za gatunek najmniejszej troski (LC, Least Concern); wcześniej (od 1994 roku) miał status gatunku narażonego (VU, Vulnerable). W momencie pisania Cotingas and manakins (październik 2010) rozważano podniesienie statusu do zagrożonego (EN, Endangered). W 2021 roku liczebność populacji szacowano na 15–137 tysięcy dorosłych osobników. Trend liczebności populacji uznawany jest za spadkowy. W miejscu odkrycia gatunku nie był on potem obserwowany; tak więc w roku 2014 pozostawał znany jedynie z dwóch stanowisk. Do 2021 roku odkryto kolejnych kilka stanowisk. Zagrożeniem jest wycinka lasów, na przykład pod pastwiska; gatunek zdaje się nie być jednak bardzo podatny na takie działania i nie opuszcza całkowicie miejsca wycinki.